# Niwat Roykaew
Niwat Roykaew (thailändisch นิวัฒน์ ร้อยแก้ว, RTGS Niwat Roikaeo, * 1958 oder 1959  in Chiang Khong), auch bekannt als Kru Ti (ครูตี๋), ist ein thailändischer Umweltaktivist, der erfolgreiche Umweltschutz-Kampagnen am Mekong durchführte. 2022 wurde er mit dem Goldman Environmental Prize ausgezeichnet.

## Das Mekong-Sprengprojekt

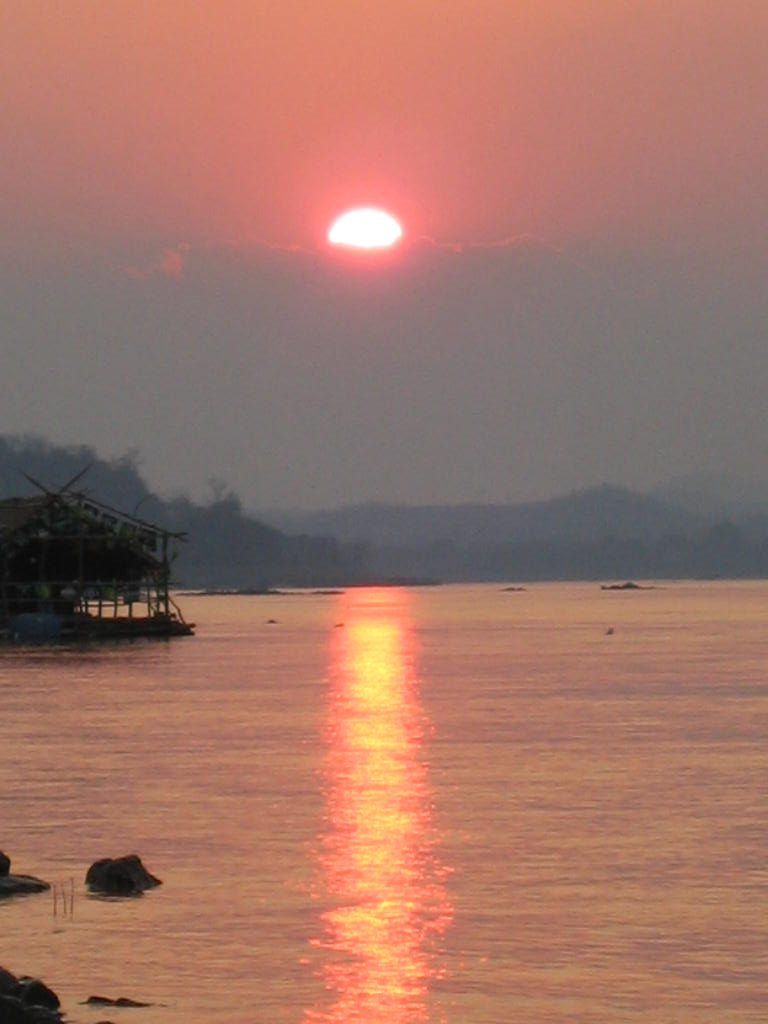
Mekong in der nordthailändischen Provinz Chiang Khan

Der Mekong ist eine der wichtigsten Süßwasser-Ressourcen in Südostasien und liefert Nahrung, Trinkwasser und Bewässerung für über 65 Millionen Menschen. Er beherbergt eine große Artenvielfalt und ist bekannt für seinen jährlichen Überschwemmungs-Trockenheits-Zyklus, der wesentliche Bedingungen für die großen Fischwanderungen schafft. Der Mekong ist jedoch durch Entwicklungsprojekte bedroht, insbesondere durch den Bau von Staudämmen. Für das Lancang-Mekong-Schifffahrtskanal-Verbesserungsprojekt, auch bekannt als Mekong-Sprengungsprojekt, sollten 248 Meilen des Mekong nahe der thailändisch-laotischen Grenze gesprengt werden, um eine schiffbare Fahrrinne für chinesische Frachtschiffe zu schaffen. Dies hätte mutmaßlich erhebliche Auswirkungen auf die Umwelt gehabt, einschließlich der Zerstörung von Lebensräumen und Ökosystemen sowie möglicher Folgen für die Fischereiindustrie und die örtlichen Gemeinden.

## Aktivitäten
Niwat Roykaew wurde an den Ufern des Mekong im Chiang-Kong-Destrikt geboren und wuchs auch dort auf. 1995 gründete er die Chiang Kong Conservation Group, ein Netzwerk von 30 Thai-Siedlungen, die sich gemeinsam mit den ökologischen und sozialen Problemen befassten, die durch Entwicklungsprojekte entlang des Mekong verursacht wurden.
Als die Pläne für das Mekong-Sprengprojekt bekannt wurden, begann Niwat, Widerstand dagegen zu organisieren. Er stützte sich auf sein Netzwerk aus Zivilgesellschaftsgruppen, lokalen Gemeinschaften, NGOs und Medien, um die Aufmerksamkeit der Entwickler und der Regierung zu gewinnen. Er gab Interviews und sorgte für eine umfangreiche Medienberichterstattung, in der er auf den möglichen Verlust der biologischen Vielfalt und das drohende Versagen des Ökosystems hinwies, wenn das Projekt fortgesetzt würde. Er führte auch Bootsdemonstrationen auf dem Mekong an, um gegen die Sprengungen zu protestieren und traf sich mit Fischern in Thailand und Laos, um auf die möglichen wirtschaftlichen Auswirkungen des Projekts aufmerksam zu machen. Er ermutigte die Dorfbewohner, eine Petition gegen das Projekt zu unterzeichnen, die der chinesischen Botschaft in Bangkok übergeben wurde.
Neben der Organisation der Proteste und dem Werben um öffentliche Unterstützung setzte Niwat auch Bürgerwissenschaft ein, um die Artenvielfalt im oberen Mekong zu dokumentieren. In Zusammenarbeit mit Akademikern und Forschern identifizierte er 100 Fischarten, darunter 16, die nur in den Stromschnellen vorkommen, und nutzte diese Informationen, um sich für den Schutz der Region einzusetzen. Er sprach sich auch gegenüber den Ministerien und Parlamentsausschüssen der Thailändischen Regierung gegen das Projekt aus und wies auf die möglichen negativen Auswirkungen auf die Umwelt und die lokalen Gemeinschaften hin.
Aufgrund von Niwats Bemühungen und der Unterstützung der Mekong-Gemeinschaft wurde das Mekong-Sprengprojekt im Februar 2020 eingestellt. Dies war das erste Mal, dass die thailändische Regierung ein grenzüberschreitendes Projekt aufgrund von Umweltbedenken aufgab.

## Auszeichnungen
- 2021 Würdigung als einer der „Heroes of the Mekong“ durch die Mekong School[10]
- 2022 Goldman Environmental Prize als asiatischer Vertreter und erster Thailänder[7]